# 黄溪口镇
黄溪口镇，是中华人民共和国湖南省怀化市辰溪县下辖的一个乡镇级行政单位。

## 行政区划
黄溪口镇下辖以下地区：
黄溪口社区、罗新村、双龙村、三羊田村、黑家溪村、芙蓉村、鸬鹚村、野鱼村、塘堰村、老街村、双溪村、水獭村、大湾村和毛家田村。